# 卡什佩里夫卡 (卡扎京區)
49°51′41″N 28°53′32″E / 49.86139°N 28.89222°E
卡什佩里夫卡（烏克蘭語：Кашперівка）是位於烏克蘭西部文尼察州裏赫米利尼克區的村莊，始建於1650年，面積2.09平方公里，海拔高度235米，2001年人口716。